# Ebonius politus
Ebonius politus är en skalbaggsart som beskrevs av Lewis 1885. Ebonius politus ingår i släktet Ebonius och familjen stumpbaggar. Inga underarter finns listade i Catalogue of Life.